# Barrio Torres
Barra Torres ist eine Ortschaft im Südosten Uruguays.

## Geographie
Sie befindet sich auf dem Gebiet des Departamento Rocha in dessen Sektor 4 wenige Kilometer von der Atlantikküste entfernt. Unmittelbar nordwestlich liegt Castillos, während im Nordosten La Esmeralda und im Südosten Aguas Dulces die nächstgelegenen Küstenorte sind.

## Infrastruktur
Durch Barra Torres führt die Ruta 16.

## Einwohner
Barra Torres hatte bei der Volkszählung im Jahr 2011 83 Einwohner, davon 46 männliche und 37 weibliche.
| Jahr | Einwohner |
| ---- | --------- |
| 1963 | 44        |
| 1975 | 51        |
| 1985 | 39        |
| 1996 | 42        |
| 2004 | 49        |
| 2011 | 83        |

Quelle: Instituto Nacional de Estadística de Uruguay